# Orophyllus
Orophyllus is een geslacht van rechtvleugeligen uit de familie sabelsprinkhanen (Tettigoniidae). De wetenschappelijke naam van dit geslacht is voor het eerst geldig gepubliceerd in 1954 door Max Beier.

## Soorten
Het geslacht Orophyllus  is monotypisch en omvat slechts de volgende soort:
- Orophyllus montanus (Beier, 1954)[1]